# Río Toro (Costa Rica)
El río Toro, es un río de Costa Rica, perteneciente a la sub-vertiente norte de la vertiente del mar Caribe. Es uno de los afluentes más importantes del río Sarapiquí. Nace en los cerros Palmira de la cordillera Volcánica Central, al noroeste del volcán Poás, entre los volcanes Platanar y Porvenir, provincia de Alajuela. Su curso atraviesa los cantones de Sarchí, Río Cuarto, San Carlos y Sarapiquí. No debe ser confundido con otro río Toro Amarillo que también pertenece a la misma vertiente, afluente del río Sucio, pero que nace en las faldas del volcán Turrialba y atraviesa la provincia de Limón. Este río es conocido en el país por formar cataratas de gran altitud y belleza, cuyas aguas son utilizadas por el Instituto Costarricense de Electricidad en tres proyectos de generación de energía hidroeléctrica, conocidos como Toro I, II y III. Una de las cascadas más famosas es la catarata del Toro, de 90 m de altura.

## Curso
Su curso discurre de noroeste a sureste, atravesando el cantón de Sarchí, y el cantón de Río Cuarto, hasta penetrar en las llanuras de San Carlos por el distrito de Venecia. Sus principales afluentes son los ríos Agrio y Desagua, y los riachuelos Yurro Hondo, Guápiles, Azul, Las Pilas, Quebrada Gata, desagüe del volcán Poás, Los Anonos, y el Gorrión por la margen del este; y por el oeste, la Quebrada Grande, río Segundo, el desagüe del volcán Viejo, río Barroso y El Mico. 
Lo accidentado del terreno y los cambios abruptos de la cordillera, sumados a la precipitación pluvial propia de la vertiente del Caribe, han creado espectaculares accidentes morfológicos en el terreno, con profundos barrancos y cañones, donde el río ha excavado un valle intermontano de gran riqueza biológica. 
En su trayecto, forma numerosas cascadas a su paso, que son aprovechadas para generar energía hidroeléctrica. Una vez en las llanuras de San Carlos, el curso del río discurre de norte a sur, formando algunos meandros y brazos del río y penetra en el cantón de Sarapiquí de la provincia de Heredia. A la altura de la reserva de Quebrada Grande, vira hacia el noreste, luego al este y de nuevo al noreste, hasta verter sus aguas en el río Sarapiquí, unos kilómetros antes de la frontera con Nicaragua.

## Ecología
El cañón del río Toro es rico en vegetación exuberante y abundante fauna: habitan especies de aves como el quetzal, jilgueros, mozotillos, tucanes, pavas, pavones, etc; mamíferos como tepezcuintles, zorros, jaguares, monos colorados, cariblancos; serpientes como sabaneras, loras, mano de piedra; y especies de árboles como fosforillo, danto, indio desnudo, lloro barcino, quizarrá amarillo, ira, jaúl, ira aguacate, roble y palmito.

## Economía
Sus aguas son utilizadas por el Instituto Costarricense de Electricidad para generar energía hidroeléctrica mediante los Proyectos Toro I, Toro II y Toro III, que son plantas hidroeléctricas en cascada ubicadas en distintas secciones del cañón del río Toro. La belleza del paisaje del cañón del río Toro, con la presencia de numerosas cascadas, la más famosa la denominada Catarata del Toro, ubicada al norte de la población de Bajos del Toro, en el distrito de Toro Amarillo del cantón de Sarchí, convierte al lugar en sitio de visitas turísticas. A su paso por las llanuras de San Carlos y Sarapiquí, el río Toro da irrigación a numerosas fincas dedicadas a actividades agropecuarias y cultivo de plantas ornamentales. En algunos sectores, forma rápidos, lo que permite practicar el balsismo.